# 勇者逆襲
《勇者逆襲》（英語：Strike Back）是一部於天空第一台和Cinemax播出的英美合拍電視劇，改編自小說家和前空降特勤隊（SAS）士兵克里斯·萊恩的同名小說。該劇主要描述於英國國防情報組（DI）的「第20小隊」部門，該部門常在全球各地執行各種高風險任務。
該劇最初名為《絕地救援》（英語：Chris Ryan's Strike Back），2010年5月5日在天空第一台首播。從第二季起，Cinemax與天空第一台共同製作該劇，並改名為《勇者逆襲》。但大部分的情況下，《絕地救援》亦能作為該系列「真正」的第一季。《勇者逆襲》於2011年8月12日在Cinemax上播出，共10集。第三季於2012年8月17日在Cinemax上播出，共10集。2012年10月3日，Cinemax和天空第一台續訂了第四季；第四季於2013年8月9日在Cinemax上播出。在第五季於2015年7月29日播出最後一集後，Cinemax和天空第一台宣布將推出全新內容的第六季。該季度於2017年10月31日在英國首播，而美國則於2018年播出。
執行製片人安迪·哈里斯儘管沒有閱讀原作小說，但仍打算交給天空第一台來改編成電視劇。基於改編泰瑞·普萊契的《碟形世界》之成功，使天空第一台承諾以1000萬英鎊來將該小說改編成原創電視劇。在Cinemax加入參與第二季時，因演員李察·阿米塔吉在紐西蘭拍攝《哈比人》，而使該劇面臨重組。
《勇者逆襲》播出後獲得了普遍好評，以及成功的收視率。

## 集數
| 季數 | 季數 | 集數 | 首播日期       | 首播日期       |
| 季數 | 季數 | 集數 | 首播           | 季終           |
| ---- | ---- | ---- | -------------- | -------------- |
|      | CR   | 6    | 2010年5月5日   | 2010年5月19日  |
|      | 1    | 10   | 2011年8月12日  | 2011年10月21日 |
|      | 2    | 10   | 2012年8月17日  | 2012年10月12日 |
|      | 3    | 10   | 2013年8月9日   | 2013年10月18日 |
|      | 4    | 10   | 2015年6月3日   | 2015年7月29日  |
|      | 5    | 10   | 2017年10月31日 | 2018年2月28日  |
|      | 6    | 10   | 2019年2月8日   | 2019年5月2日   |

### 絕地救援
《絕地救援》共六集。故事敘述約翰·波特（李察·阿米塔吉飾演）在2003年伊拉克戰爭爆發前夕參與了一項救援任務。在過程中因兩名同胞士兵被一名波特所放過的13歲敵方男孩給殺死，使波特在該任務結束後離開了空降特勤隊（SAS），以示負責。七年後，波特發現七年前與他交火的恐怖份子綁架了記者凱蒂·達特茅斯（尤拉·布萊蒂飾演），其中恐怖份子中也包括了當年被自己放過的男孩阿薩德。這使波特自願參與其救援行動，而加入了由過去的同胞戰友休·卡林森（安德魯·林肯飾演）所領導的「第20小隊」。
在英國和美國，該季也可作為該劇的第一季，而在臺灣並非記作《勇者逆襲》的第一季，而是被獨立稱作《絕地救援：第一季》。

### 第一季
第一季共十集。故事敘述當波特遭到巴基斯坦恐怖組織拉提夫綁架後，隸屬英國第20小隊的麥可·史東布里吉中士（菲利普·溫徹斯特飾演）發現只有前美國三角洲部隊戴米恩·史考特（蘇利文·斯坦布萊頓飾演）能指認出拉提夫，使得他命令第20小隊前往尋找戴米恩，以救出波特。
在英國和美國，該季記作《勇者逆襲》的第二季。

### 第二季
第二季共十集。故事敘述第20小對正在尋找四枚核子觸發器，這些裝置是由非洲大陸的億萬富豪兼慈善家康拉德·諾克斯（查爾斯·丹斯飾演）所掌握。與此同時，史東布里吉打算為死去的妻子復仇，而史考特必須面對一名過去的熟人。
在英國和美國，該季記作《勇者逆襲》的第三季。

### 第三季
第三季共十集。故事敘述史東布里吉和史考特被迫從加利福尼亞州的假期中被召回，以出擊追捕一個難以捉摸的恐怖組織「祖哈里」。當他們在哥倫比亞成功抓住該組織的神秘高級成員李歐·卡馬利（祖賓·瓦拉飾演）後，第20小隊便開始與卡馬利合作，以阻止祖哈里的危險陰謀。
在英國和美國，該季記作《勇者逆襲》的第四季。

### 第四季
第四季共十集。故事敘述第20小隊起初正在拯救英國駐泰國大使的女兒，但後來事態卻變得危及，因朝鮮勞動黨39號室正幕後編制一個北朝鮮犯罪集團，以加劇朝鮮與西方間的衝突。
在英國和美國，該季記作《勇者逆襲》的第五季。

### 第五季
第五季共十集。描述現已解散的第20小隊，由於秘密的軍事情報、高風險行動和各方恐怖份子的崛起，使得該部門再度重啟。第20小隊重組後，將在中東和歐洲展開對某種致命陰謀的追擊，同時也會牽連到一連串的犯罪活動。
2016年12月8日，Cinemax和天空第一台宣布，他們將推出全新的《勇者逆襲》系列，但不再聚焦於蘇利文·斯坦布萊頓和菲利普·溫徹斯特。演員丹尼爾·麥佛森、丹尼爾·麥佛森、艾琳·薩瑪瓦塔、羅姍妮·麥琪與華倫·布朗都已加入擔任新系列的主演。新系列將由傑克·洛西安所撰寫，而安迪·哈里斯和莎倫·霍夫也都會擔任執行製片人，麥可·J·巴塞特與比爾·謝波德則分別擔任導演和監製。該劇定於2017年某時開拍。
在英國和美國，該季記作《勇者逆襲》的第六季。

### 第六季
第六季共十集。
在英國和美國，該季記作《勇者逆襲》的第七季。

## 製作

### 發展
電視劇《勇者逆襲》是改編自小說家克里斯·萊恩的同名小說。萊恩曾是名空降特勤隊（SAS）的士兵，同時也是1991年波斯灣戰爭中唯一没遭伊拉克部隊捕獲「Bravo Two Zero」成員。離開SAS後，萊恩成為了小說家。左岸影視的首席執行長安迪·哈里斯在度假的機場中發現了《勇者逆襲》的小說，但自己卻沒有讀過它。後來，他設法將該小說推薦給天空第一台的戲劇負責人伊蓮恩·派克來改編成電視劇。基於先前改編泰瑞·普萊契的《碟形世界》之成功，天空第一台以1000萬英鎊的承諾來計劃將該小說改編成原創劇本的電視劇。這也是天空試圖複製美國系列的一節，如《24小時反恐任務》。克里斯·萊恩將擔任該劇的顧問和劇本顧問，而哈里斯也會擔任製片人。
天空於2010年8月開始投入製作《勇者逆襲》第二季，並將集數增加至10集。後來，2011年2月，宣布天空將與美國電視網Cinemax共同製作，因為Cinemax想引進一部新的原創劇集。該季度的第一集的劇本由《X檔案》編劇法蘭克·史巴尼茲所撰寫。但因演員李察·阿米塔吉在紐西蘭拍攝《哈比人》，而使史巴尼茲在加入後開始對該劇進行重新構思。

## 電影
2015年10月宣布，《勇者逆襲》的電影版計劃正處於早期規劃階段，兩名主演溫徹斯特和斯坦布萊頓有望回歸演出。

## 外部連結
- Strike Back （页面存档备份，存于）於Sky1上
- Strike Back於Cinemax上
- 互联网电影数据库（IMDb）上《Strike Back》的资料（英文）